# جوایز موسیقی آی‌هارت‌رادیو
جوایز موسیقی رادیو آی‌هارت (به انگلیسی: iHeartRadio Music Awards) یک مراسم جوایز موسیقی است که موسیقی را که در طول سال در سراسر ایستگاه‌های رادیویی آی‌هارت مدیا و در آی‌هارت رایو، پلت فرم موسیقی دیجیتال آی‌هارت مدیا در سراسر کشورشنیده می‌شود، جشن می‌گیرد. این رویداد توسط رادیو آی‌هارت در سال ۲۰۱۴ تأسیس شد و محبوب‌ترین هنرمندان و موسیقی‌های یک سال گذشته را به رسمیت می‌شناسد. برندگان از طریق داده‌های عملکرد تجمعی انتخاب می‌شوند، در حالی که عموم مردم می‌توانند در چندین دسته‌بندی رأی دهند.
مراسم افتتاحیه در تاریخ ۱ مه ۲۰۱۴ در شراین ادیتوریوم در لس آنجلس برگزار شد. دو سال اول آن به‌طور مستقیم از ان‌بی‌سی پخش شد. از ۲۰۱۶ تا ۲۰۱۸، در تی‌بی‌اس، تی‌ان‌تی و تروتی‌وی همزمان پخش شد. ششمین دوره جوایز سالانه موسیقی iHeartRadio در ۱۴ مارس ۲۰۱۹ در تئاتر مایکروسافت در لس آنجلس برگزار شد و اولین نمایش بود که در شرکت پخش همگانی فاکس. جایزه توسط شرکت نیویورکی جوایز جامعه تولید شده‌است.
با توجه به دنیاگیری کروناویروس در جهان، مراسم سال ۲۰۲۰ لغو شد. همچنین برندگان از تاریخ ۴ تا ۷ سپتامبر مشخص شدند.

## بررسی اجمالی
این نامزدها براساس نتایج نمودار رادیو آی‌هارت انجام می‌شود. با توجه به پخش بازی، شامل بازخورد شنوندگان و داده‌های عملکرد است. داده‌های جریان دیجیتال از پلت فرم رادیو آی‌هارت، از جمله فروش، داده‌های ویدیویی آنلاین، اجتماعی و برچسب‌های BigChampagne و شزم. رادیو آی‌هارت شمارش معکوس، برنامه دو ساعته هفتگی، ۲۰ آهنگ برتر رادیویی موفق معاصر را در نمودار رادیو آی‌هارت برجسته می‌کند. مورد دوم توسط Mediabase تهیه و تدوین شده‌است. علاوه بر این، هر گروه رأی‌گیری عمومی (۹ رأی در سال ۲۰۱۸)، شامل هشتگ‌های اجتماعی به عنوان سازوکار اولیه رأی‌گیری است.